# Södra Lämund
Södra Lämund este o arie protejată (arie specială de conservare — SAC, sit de importanță comunitară — SCI) din Suedia întinsă pe o suprafață de 15,9 ha, integral pe uscat.

## Localizare
Centrul sitului Södra Lämund este situat la coordonatele 58°51′05″N 17°29′36″E / 58.8515°N 17.4933°E.

## Înființare
Situl Södra Lämund a fost declarat sit de importanță comunitară în aprilie 2003 pentru a proteja un număr necunoscut de specii din flora spontană și fauna sălbatică aflate în arealul zonei. Situl a fost protejat și ca arie specială de conservare în martie 2011.

## Biodiversitate
Situată în ecoregiunile boreală și marină baltică, aria protejată conține 2 habitate naturale: Taiga vestică, Pante stâncoase silicioase cu vegetație casmofită.
La baza desemnării sitului se află un număr nedeclarat de specii protejate.